# Pearcea glabrata
Pearcea glabrata  (лат.) — вид цветковых растений рода Пирсия (Pearcea) семейства Геснериевые (Gesneriaceae). 

## Описание
Стебель высотой до 1 м. Листья ланцетные, реже эллиптические, длиной 4—10 см. Нижняя поверхность листьев пурпурная.

## Распространение
Эндемик Эквадора. Обитает в тропических и субтропических влажных горных лесах на высоте от 1000 до 1500 метров над уровнем моря.